# Roland Freymond
Roland Freymond (15 maart 1953) is een Zwitsers voormalig motorcoureur. Hij is eenmalig Grand Prix-winnaar in het wereldkampioenschap wegrace.

## Carrière
Freymond won in 1976 de titel in het Zwitserse 500 cc-kampioenschap. Ook debuteerde hij dat jaar in het wereldkampioenschap wegrace; in de 500 cc-klasse reed hij voor Yamaha in de race in Tsjecho-Slowakije, waarin hij niet aan de finish kwam, en in de 350 cc reed hij voor Yamaha in de seizoensfinale in Spanje, waarin hij elfde werd. In 1977 reed hij vier races in de 350 cc, maar haalde hij geen enkele keer de finish. Dat jaar reed hij wederom in de 500 cc-race in Tsjecho-Slowakije, waarin hij ditmaal veertiende werd. Verder debuteerde hij in de 250 cc-klasse in Spanje voor Yamaha, maar kwalificeerde zich niet voor deze race.
In 1978 reed Freymond zijn eerste volledige seizoen in het WK 250 cc voor Yamaha. Twee negende plaatsen in Groot-Brittannië en Joegoslavië waren zijn beste resultaten en hij eindigde met 4 punten op plaats 22 in het klassement. In de 350 cc reed hij zes races; een tiende plaats in Joegoslavië was zijn beste resultaat. In 1979 reed hij een volledig seizoen in zowel de 250 cc als de 350 cc. In de 250 cc was een vierde plaats in Finland zijn beste resultaat, waardoor hij met 22 punten tiende werd. In de 350 cc behaalde hij zijn eerste podiumplaats in de seizoensfinale in Frankrijk en werd zo met 38 punten zesde in de eindstand. In 1980 stapte hij binnen de 250 cc over naar een Ad Maiora, maar bleef hij in de 350 cc voor Yamaha rijden. In de 250 cc behaalde hij zijn eerste podiumplaats in Finland en werd hij met 46 punten vijfde in het kampioenschap. In de 350 cc was een vijfde plaats in de seizoensopener in Italië zijn hoogste klassering, waardoor hij met 7 punten veertiende werd.
In 1981 reed Freymond enkel in het WK 250 cc voor Ad Maiora. Hij behaalde vijf podiumplaatsen in Duitsland, San Marino, Groot-Brittannië, Zweden en Tsjecho-Slowakije. Met 72 punten werd hij achter Toni Mang en Jean-François Baldé derde in de eindstand. In 1982 stapte hij over naar een MBA. Hij stond in de Grand Prix der Naties op het podium, voordat hij in Zweden zijn enige Grand Prix won. In de rest van het seizoen stond hij nog in San Marino op het podium. Met 72 punten werd hij achter Jean-Louis Tournadre en Mang wederom derde in de eindstand.
In 1983 stapte Freymond over naar een Armstrong-Rotax, waarop zijn resultaten inzakten. Hij behaalde zijn beste finish met een zesde plaats in Duitsland en eindigde met 5 punten op plaats 21 in het klassement. In 1984 keerde hij terug naar een Yamaha. In twaalf races kwam hij enkel met een vijftiende plaats in Frankrijk aan de finish. In 1985 kwam hij enkel tot scoren met een zesde plaats in de Grand Prix der Naties en zo eindigde hij met 5 punten op plaats 22 in het kampioenschap. In 1986 wist hij zich regelmatig niet te kwalificeren voor races en een vijftiende plaats in Zweden was zijn beste resultaat. Na dit seizoen beëindigde hij zijn motorsportcarrière.